# Vallage

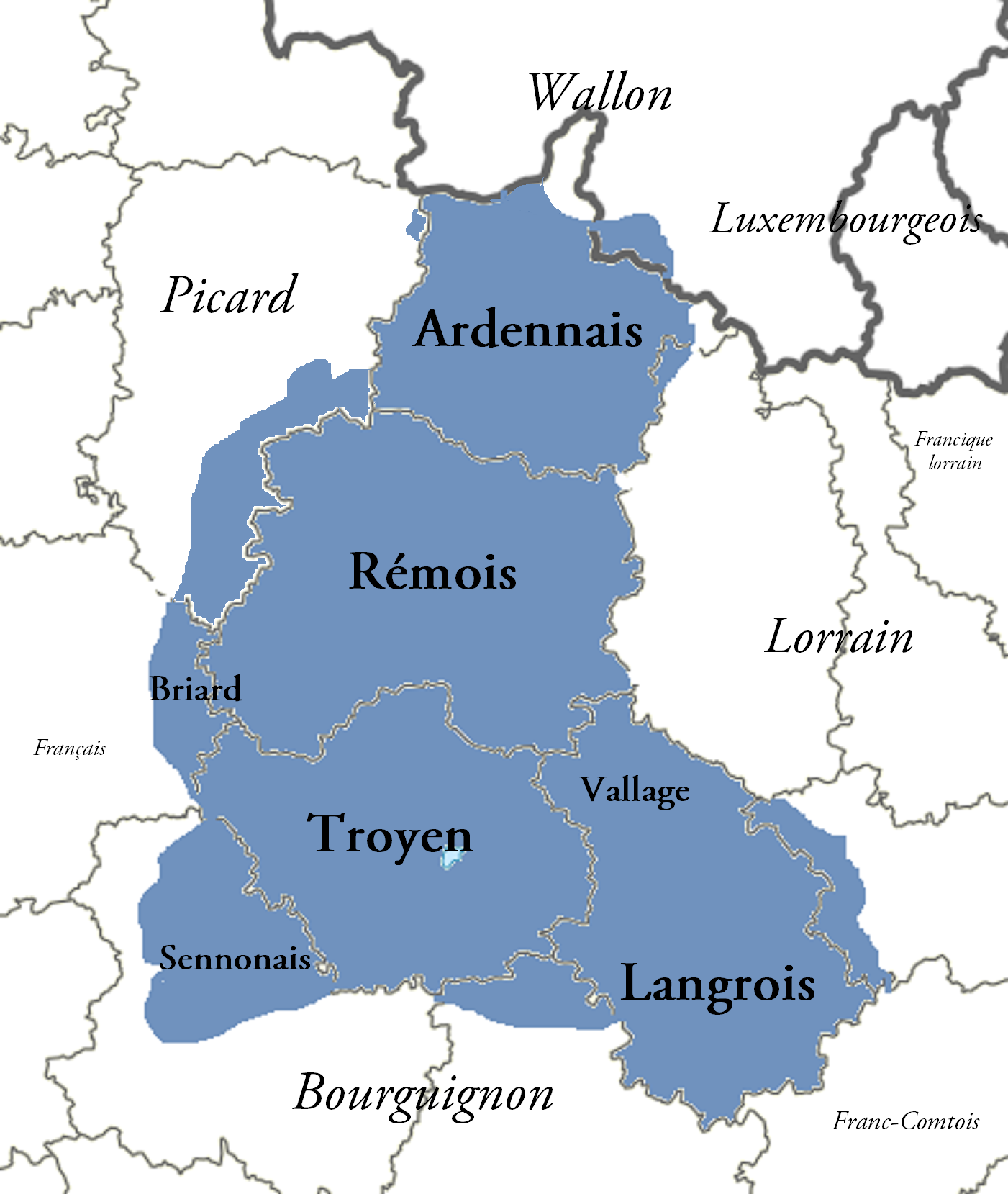
Carte linguistique de la Champagne : le Vallage - qui correspond aussi à un dialecte champenois - est situé entre les dialectes rémois, le troyen et le langrois.

Le Vallage est une région naturelle de l'Est de la Champagne située au sud-est de la Marne, le nord de la Haute-Marne et le sud-est de l'Aube. Le centre de la région est autour de Bar-sur-Aube.
Elle ne doit pas être confondue avec le Vallage ardennais, situé entre Rethel et Vouziers.

## Localisation
Il est borné au nord par le Perthois, à l'orient par le Pays de Neufchâteau et l'Ornois, au midi par le Barrois champenois et à l’ouest par le Pays du Der qu'il borde en une cuesta constituant la partie nord de la Côte de Champagne (dont la partie sud est la Côte des Bar). Il tire son nom de la Vallée de la Marne qui en constitue le corridor biologique nord-sud et l'axe principal de circulation (Route nationale 4). Il a pour chef-lieu Joinville (Haute-Marne). 

## Description
Gaston Bachelard cite le Vallage dans son ouvrage L'Eau et les Rêves, évoquant ainsi son enfance : « Je suis né dans un pays de ruisseaux et de rivières, dans un coin de la Champagne vallonnée, dans le Vallage, ainsi nommé à cause du grand nombre de ses vallons. La plus belle des demeures serait pour moi au creux d'un vallon, au bord d'une eau vive, dans l'ombre courte des saules et des osières. Et quand octobre viendrait, avec ses brumes sur la rivière... ».

## Vallée de la Marne en Vallage
La Marne et ses affluents forment dans l'arrière-côte du Vallage un paysage particulier entre Eurville et Vraincourt. Pour déboucher sur la vallée encaissée de la Marne, les cours d’eau qui la rejoignent ont taillé dans ce plateau calcaire de nombreuses petites vallées aux pentes boisées telle que celle des Lacets de Mélaire. Au-dessus de ce paysage fermé, les plateaux contrastent fortement par leur platitude et leur grande profondeur de champ.

### Sources
- Théophile Boutiot, Dictionnaire topographique de la France, Paris, Imprimerie nationale, 1874, p. 172
- « BnF Catalogue général », sur bnf.fr, Impr. nationale (Paris), 1874 (consulté le 3 juin 2024)
- Frédéric Zégierman, Le Guide des pays de France, volume Nord, éditions Fayard, 1999